# Euplexia olivacea
Euplexia olivacea är en fjärilsart som beskrevs av Moore 1881. Euplexia olivacea ingår i släktet Euplexia och familjen nattflyn. Inga underarter finns listade i Catalogue of Life.